# Чугунов, Иван Иванович
Иван Иванович Чугунов (24 сентября 1907 года (7 октября 1907), с. Шатки, Арзамасский уезд, Нижегородская губерния, Российская империя — 10 февраля 1972 года, Горький, РСФСР) — советский партийный и государственный деятель, председатель Горьковского облисполкома (1955—1962 и 1964—1972).

## Биография
Родился в семье крестьянина-бедняка.
Член ВКП(б) с 1932 г. В 1937 г. окончил физико-математический факультет Горьковского государственного университета.
В 1923—1925 гг. работал переписчиком в Шатковском волисполкоме, членом правления и счетоводом в сельпо с. Шатки, в 1925—1929 гг. — райпотребсоюза и окрпотребсоюза (окружного потребительского союза) в г. Арзамасе Нижегородской губернии.
- 1929—1932 гг. — служил в Красной Армии: солдатом, младшим командиром и политруком,
- 1932—1933 гг. — обучался в Горьковском плановом институте,
- 1933—1937 гг. — учился на физико-математическом факультете Горьковского государственного университета (ГГУ),
- 1937 г. — ассистент на кафедре теоретической механики и помощник ректора ГГУ,
- 1937—1939 гг. — заведующий отделом школ,
- 1939—1941 гг. — заместитель заведующего отделом, заведующий отделом и секретарь Краснодарского крайкома ВКП(б),
- 1941—1946 гг. — заместитель начальника управления кадров Главного политуправления Красной Армии,
- 1946—1949 гг. — секретарь Краснодарского крайкома ВКП(б),
- 1949—1951 гг. — первый заместитель председателя Краснодарского крайисполкома,
- 1951—1955 гг. — первый заместитель председателя Совета Министров Марийской АССР,
- 1955 г. — инспектор ЦК КПСС,
- 1955—1962 гг. — председатель исполнительного комитета Горьковского областного Совета депутатов трудящихся,
- 1962—1963 гг. — председатель Организационного бюро Горьковского областного комитета КПСС по сельскохозяйственному производству,
- 1963—1964 гг. — первый секретарь Горьковского сельского обкома КПСС.

С 1964 г. — председатель Горьковского облисполкома.
Делегат XX съезда КПСС. Депутат Верховного Совета СССР 5-8 созывов. Депутат Верховного Совета РСФСР 2 и 3 созывов.
Скончался 10 февраля 1972 года. Похоронен на Красном кладбище Нижнего Новгорода (8 уч.).

## Награды и звания
Награждён двумя орденами Ленина, орденами Красного Знамени, Трудового Красного Знамени, Красной Звезды, медалями «За оборону Кавказа», «За оборону Москвы», «За Победу над Германией в Великой Отечественной войне 1941—1945 гг.», «За Победу над Японией», «За доблестный труд», «В ознаменование 100-летия со дня рождения В. И. Ленина».